# Timo Joh. Mayer

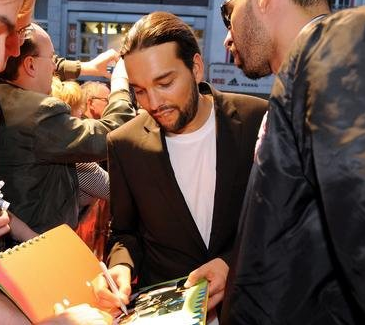
Timo Joh. Mayer bei einer Premiere (2013)

Timo Joh. Mayer (* 15. Dezember 1977 in Villingen-Schwenningen) ist ein deutscher Regisseur und Produzent.

## Leben und Werk
Neben kontroversen Independent- und Kinofilmen produziert Mayer auch Werbe-, Image- und Kurzfilme.
Für das Drama Kopf oder Zahl engagierte er Ralf Richter, Heinz Hoenig, Mark Keller, Jenny Elvers und Claude-Oliver Rudolph. Er entwickelte und produzierte Musikvideos für Samy Deluxe, Azad, Kollegah und Casper. Bei der Naturdokumentation Wundervolle Welt 3D aus dem Jahr 2015 unter der Regie von Max Hofmann, die in Zusammenarbeit mit Mango Films entstand, war er einer von zehn Kameraleuten. Die Dokumentation lief auf dem Filmfest Emden und dem Beyond 3D Festival in Karlsruhe, bei der Filmschau Baden-Württemberg und der Stereomedia 3D im belgischen Lüttich.
Sechs seiner Filme hat er auf dem Streamingdienst Netflix veröffentlicht.

## Filmografie (Auswahl)
- 1997: Dei Mudder sei Gesicht
- 2009: Chaostage – We Are Punks!
- 2009: Kopf oder Zahl
- 2012: Vegas[7]
- 2012: Die fantastische Reise der Schmetterlinge[8]
- 2013: Amazing Ocean[9]
- 2015: Wundervolle Welt 3D
- 2018: Evolution 4K[10]
- 2018: Great Barrier Reef[11]
- 2019: Haie: Monster der Medien[12]
- 2019: Der Weiße Massai Krieger[13]